# Stadtbibliothek Hannover
Die Stadtbibliothek Hannover ist eine öffentliche Bibliothek in Hannover. Zu ihr gehören die zentrale Stadtbibliothek an der Hildesheimer Straße, 17 Stadtteilbibliotheken und eine Fahrbibliothek mit einem Bücherbus. Es ist als Fachbereich Stadtbibliothek im Dezernat VII-Bildung und Kultur in die Stadtverwaltung Hannover eingebunden.

## Daten und Zahlen
Die Stadtbibliothek bietet den Bewohnern von Hannover und den Bewohnern der Region Hannover Bücher, Zeitungen, Zeitschriften, aktuelle Informationsbroschüren, CDs, CD-ROMs, Videos, DVDs, Blu-Rays, Noten und Spiele. Insgesamt stehen etwa 965.000 Medieneinheiten zur Ausleihe oder zur Benutzung zur Verfügung. Es sind etwa 2.000 Fachzeitschriften vorhanden. 2008 und 2009 wurden je rund 4 Millionen Entleihungen gezählt, die Bibliotheken wurden je ca. 1,5 Millionen Mal besucht. Seit dem Frühjahr 2009 stellt die Stadtbibliothek Hannover elektronische Medien, darunter Zeitschriften und Zeitungen, Hörbücher, Audiodateien, zum Download und zur zeitlich befristeten Nutzung zur Verfügung. Seit Herbst 2015 können Kunden Musik streamen.
Bei der jährlich ausgerichteten Nacht der Museen kooperiert das Haus regelmäßig mit dem in Linden-Nord ansässigen Buchdruck-Museum.

## Gebäudegeschichte

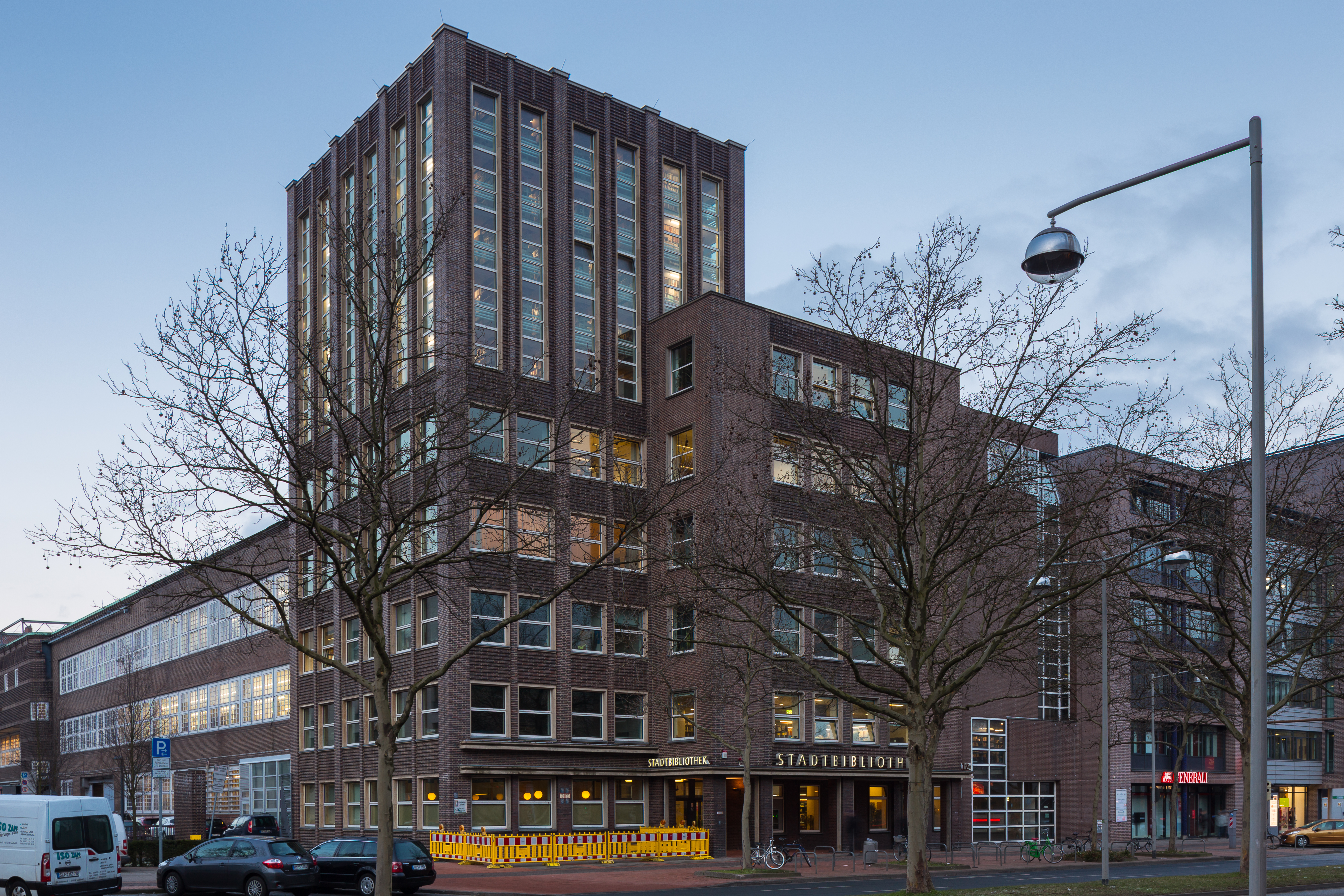
Stadtbibliothek mit Turmbau

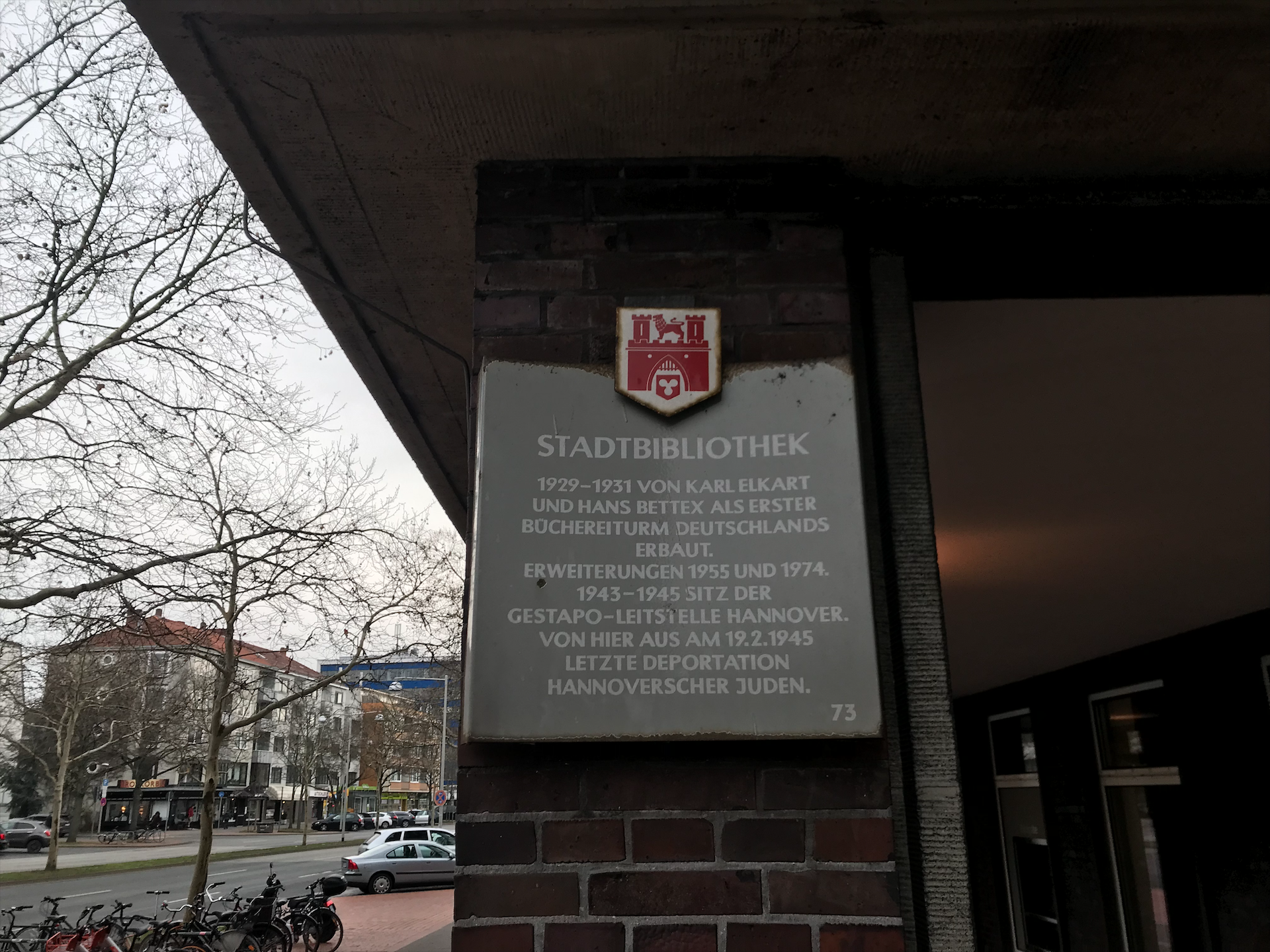
Stadttafel Nummer 73 zur Stadtbibliothek mit Text zur Gebäude-Geschichte

Das heute denkmalgeschützte Gebäude wurde in die Höhe gebaut, da nur ein kleines Grundstück zur Verfügung stand: An seiner Stelle lagen ursprünglich der 1648 angelegte Soldatenfriedhof an der Hildesheimer Straße sowie ein 1669 angelegter katholischer Friedhof außerhalb der ehemaligen Stadtbefestigung Hannovers. 1929 bis 1931 löste Stadtbaudirektor Karl Elkart die Platzproblematik, indem er die Funktionen des Gebäudes übereinander ordnete: Über die Lese- und Verwaltungsräume setzte er einen fünfgeschossigen Magazinturm am Ende der Blickachse der Georgstraße. Das Backsteingebäude markiert von der Hildesheimer Straße aus gesehen die Eingangssituation zur Innenstadt. Ältester Teil des Bauwerks ist ein zehnstöckiger Bibliotheksturm, der das erste Bibliotheks-Hochhaus in Europa war. Der Bau wird der Stilrichtung der expressionistischen Architektur („Backstein-Expressionismus“) zugerechnet. Weitere Gebäude dieser Art und Epoche in Hannover sind:
- das 1926 nach einem Entwurf von Franz Erich Kassbaum fertiggestellte Franzius-Institut (damals: Institut für Bauingenieurwesen) an der Nienburger Straße;

- das 1929 bis 1930 errichtete Hochhaus am Schwarzen Bär (Entwurf: Friedrich Hartjenstein), heute Sitz des Veranstaltungszentrums Capitol, sowie

- das 1927/28 erbaute Anzeiger-Hochhaus als Verlagshaus der Verlagsgesellschaft Madsack nach einem Entwurf von Fritz Höger.

Von 1943 bis 1945 war das Gebäude der Stadtbibliothek gemäß der dortigen Infotafel Sitz der Gestapo-Leitstelle Hannover; nach anderen Angaben allerdings erst ab Oktober 1944. Am 19. Februar 1945 fand von hier aus die letzte Deportation hannoverscher Juden statt.

## Bibliotheksgeschichte

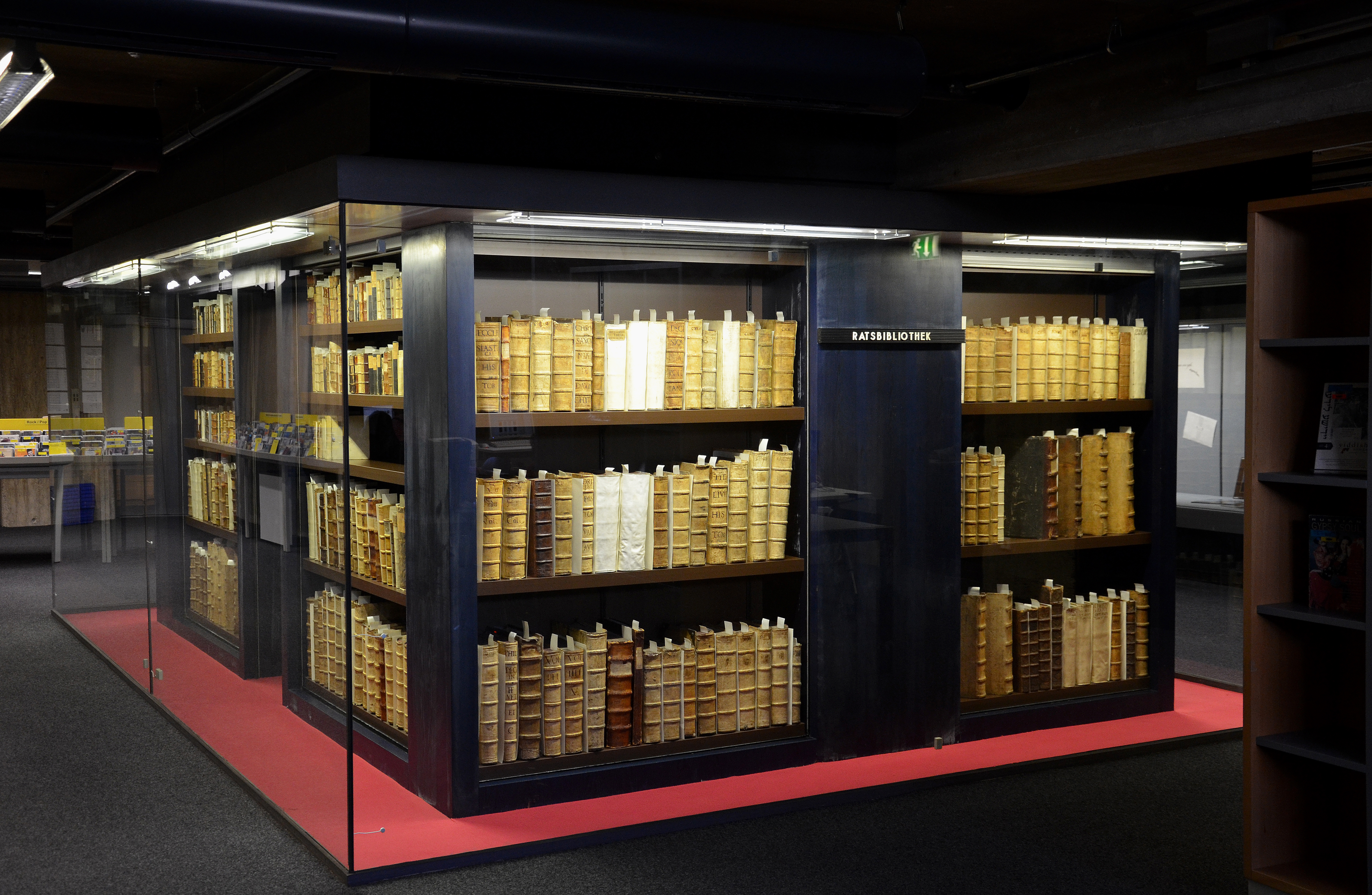
Die – klimatisierte – Ratsbibliothek im Souterrain der Stadtbibliothek Hannover

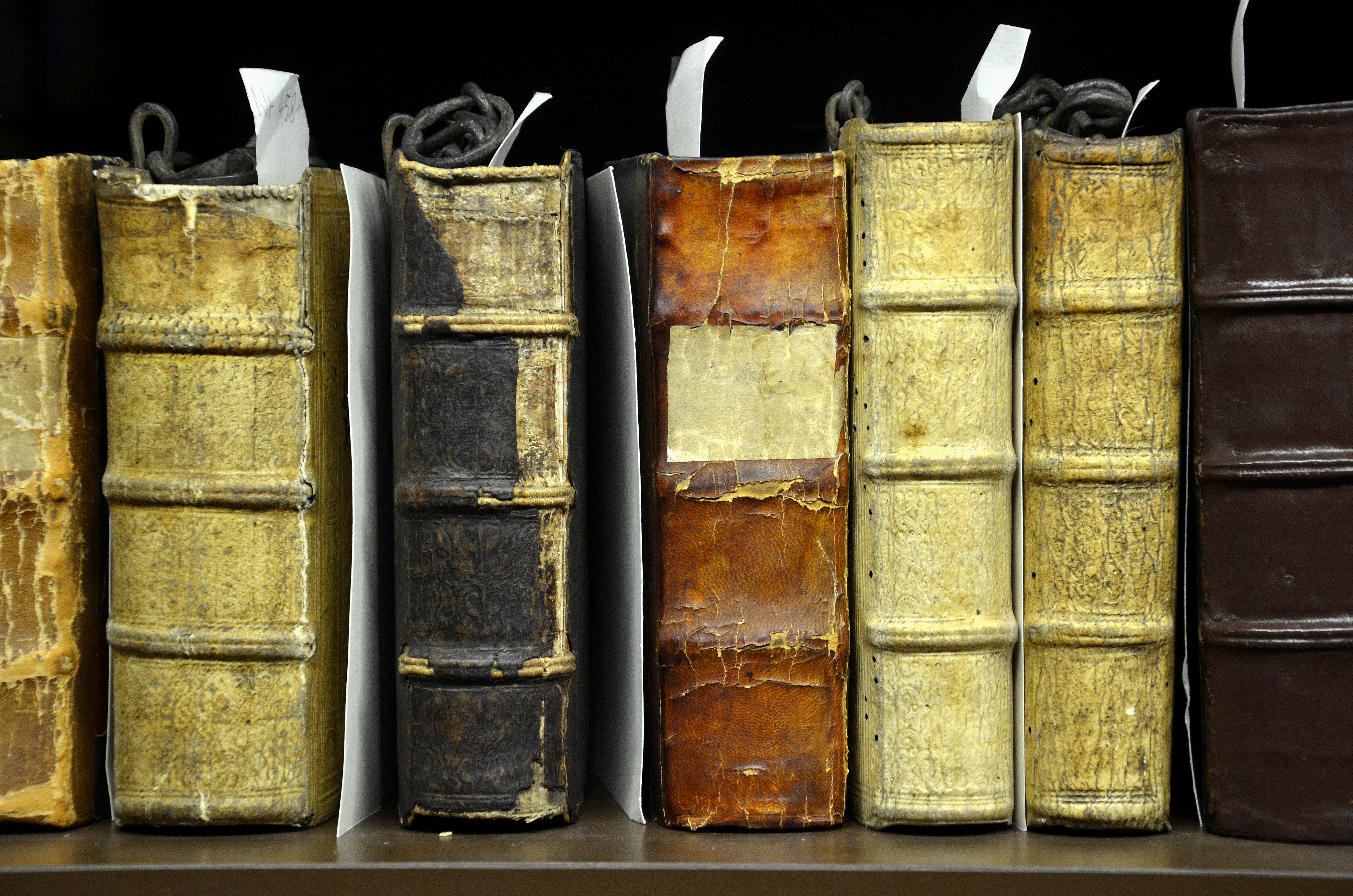
Unter abgedunkeltem Licht: lederne Bucheinbände der Ratsbibliothek

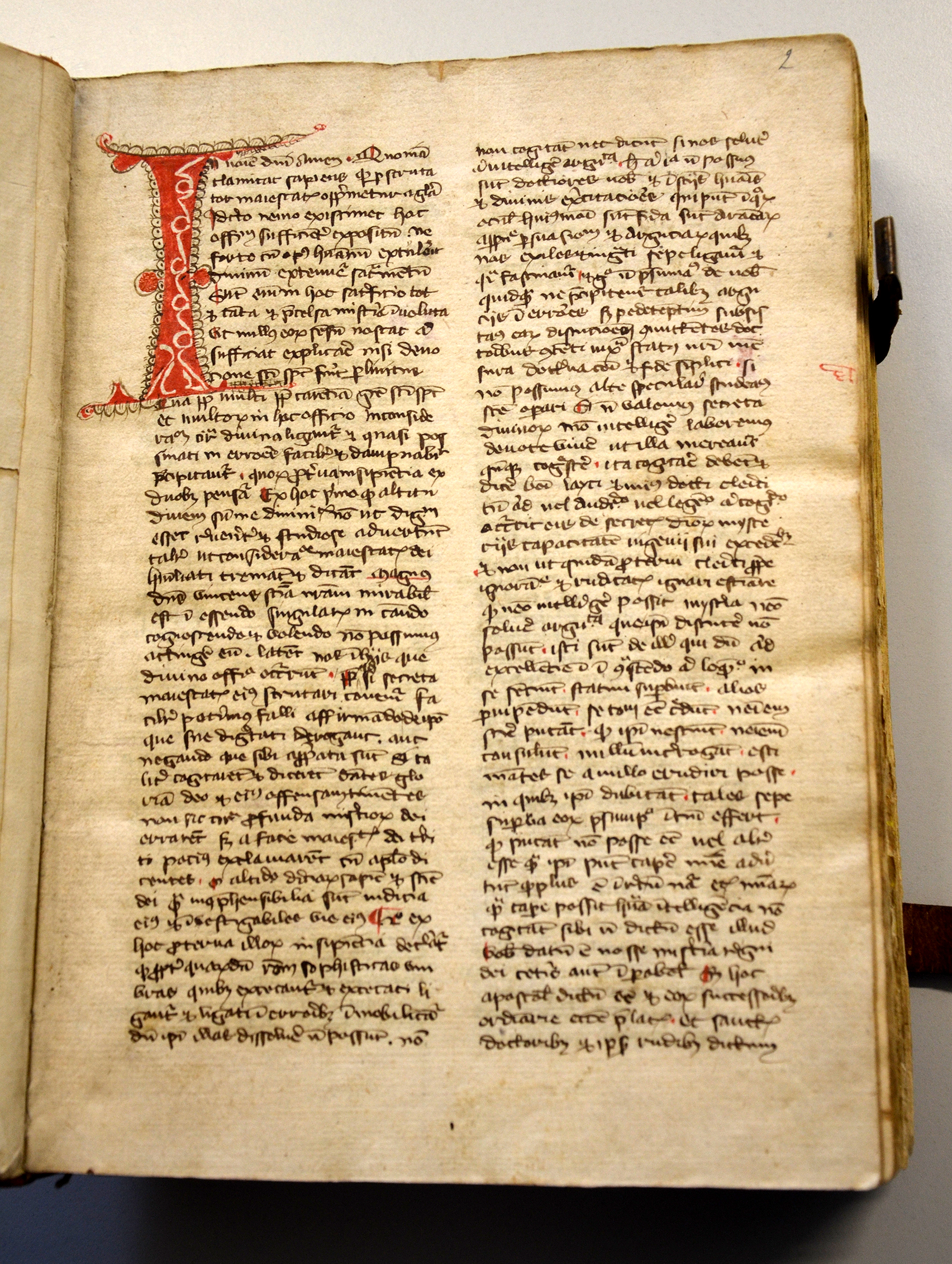
Abschrift von Heinrich von Berchings Lectura super officio missae von Konrad von Sarstedt,
Niederdeutschland, 1416, später der Ratsbibliothek gestiftet

Die ältesten Bestandsegmente der Stadtbibliothek Hannover sind die Ratsbibliothek, die Bibliothek an der Kreuzkirche, die Bibliothek Löwensen und die Bibliothek an der Aegidienkirche. Die Ratsbibliothek ist die älteste Wurzel des heutigen großstädtischen Bibliothekssystems. Vielen hannoverschen Bürgermeistern, namentlich Bartold und Bernhard Homeister im 16. Jahrhundert sowie Christian Ulrich Grupen und Ernst Anton Heiliger im 18. Jahrhundert, war ihre Förderung auch ein persönliches Anliegen.
Den Grundstock für die Stadtbibliothek schuf eine Schenkung durch Konrad von Sarstedt, Kirchherr an der Marktkirche. Er stiftete 1440 seinen privat finanzierten Buchbesitz – noch ausnahmslos Handschriftenbände – der hannoverschen Hauptkirche. Die Verantwortung für die Sammlung wurde dem Rat der Stadt Hannover übertragen.
Der Büchernachlass des Lübecker Domherrn Volkmar von Anderten, Spross eines der vornehmsten hannoverschen Geschlechter, bereicherte 1479 den städtischen Buchbesitz um zahlreiche Handschriftenbände und Inkunabeln (Frühdrucke). Die Ratsbibliothek begann zu wachsen und erlebte ihre Blütezeit im 16. Jahrhundert.
Bartold Homeister erwarb 1553 den Nachlass des Reformators Antonius Corvinus für die Ratsbibliothek. Der Nachlass des ersten lutherischen Predigers an der Marktkirche Georg Scarabaeus oder Scharnikau vergrößerte 1558 den städtischen Buchbesitz. Viele Bände wurden in einem frühen Versuch der Buchsicherung buchstäblich „an die Kette gelegt“. Diese Kettenbücher sind eine Besonderheit der Ratsbibliothek.
David Meier, Prediger an der Kreuzkirche und später an der Marktkirche, rief 1599 eine erste öffentlich zugängliche Bibliothek ins Leben und bat dafür hannoversche Bürger um Buch- und Geldspenden. Die aus mehr als 300 Bänden bestehende „Kreuzkirchenbibliothek“ ging 1851 in den Bestand der Stadtbibliothek über. Viele Bände der Bibliothek an der Kreuzkirche sind mit farbigen Stifterwappen geziert.
Der Nachlass des Pastors Johann Dietrich Löwensen, seit 1678 Prediger an der Aegidienkirche, bildete 1708 die heutige Bibliothek Löwensen. Ihr Druckkatalog erschien 1710. Zwischen 1780 und 1792 getätigte Zukäufe sind in der Bibliothek an der Aegidienkirche versammelt.
Die Große Lesegesellschaft, deren Gründung auf das Jahr 1789 zurückgeht, löste sich 1886 auf. Ihre Büchersammlung, die Societäts-Bibliothek, bereichert den städtischen Buchbesitz um Biografien, Reisebeschreibungen und schöngeistige Literatur des 19. Jahrhunderts.
1889 zog die Stadtbibliothek in den von Hermann Kestner gestifteten und nach ihm benannten Museumsbau. Ein Jahr später wurden über 5.000 Bände aus dem Nachlass Hermann Kestners städtisches Eigentum.
Martin Börsmann vermachte 1903 seine umfangreiche Büchersammlung niederdeutscher Literatur und Sprache der Provinzhauptstadt Hannover, die sie der Stadtbibliothek übergab. Die Sammlung Börsmann wurde durch Neuerwerbungen ergänzt und bis heute fortgeführt.

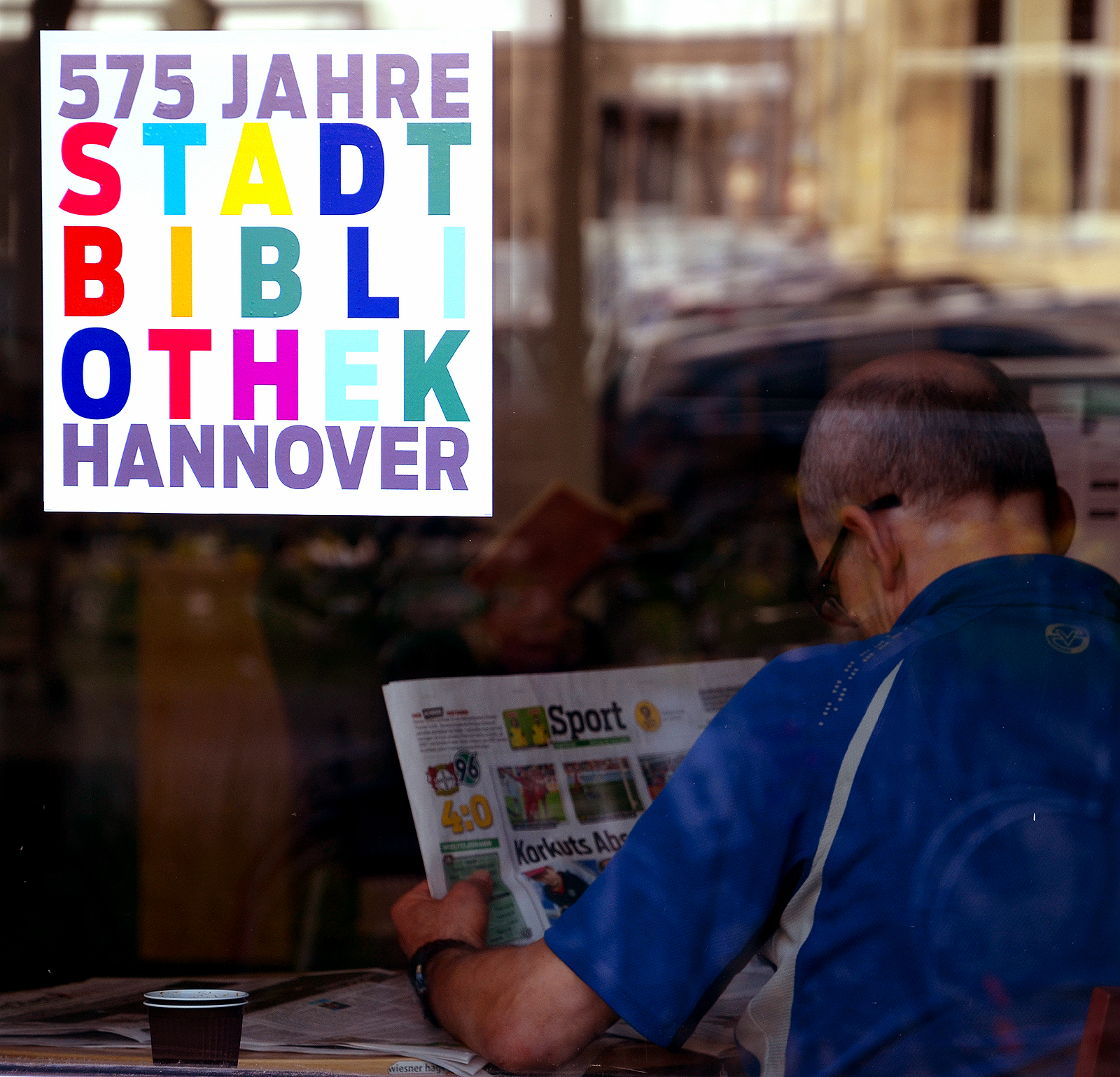
Aufkleber „575 Jahre Stadtbibliothek Hannover“ vor Zeitungsleser hinter Glas

Mit der Angliederung der ersten städtischen Volksbücherei begann sich 1921 unter dem Namen Stadtbüchereien das hannoversche öffentliche Bibliothekssystem zu entwickeln.
Nach den Plänen von Karl Elkart bekam die Stadtbibliothek 1931 an der Hildesheimer Straße 12 ein eigenes Gebäude mit Backsteinfassade und charakteristischem Magazinturm.
Die Stadtbibliothek erhielt 1956 einen Erweiterungsbau. Sie wurde nach dem Vorbild der anglo-amerikanischen public libraries zu einer Freihandbibliothek, die in Fachbereiche gegliedert ist. 1974 und 2003 wurde die Stadtbibliothek erneut erweitert.
2015 eröffnete die Stadtbibliothek ihr 575stes Gründungsjubiläum mit zahlreichen Ausstellungen und Veranstaltungen.

### (Fachbereichs)-Leitung
- 1927 bis 1956 Friedrich Busch
- 1956 bis 1963 Rolf Kluth
- 1963 bis 1980 Jürgen Eyssen
- 1980 bis 1994 Marion Beaujean
- 1994 Carola Schelle-Wolff
- 1995 bis 2004 Wiebke Andresen
- 2004 bis 2021 Carola Schelle-Wolff
- ab 2021 Tom Becker; Dezernentin Eva Bender (seit 2024)